# Château Bellegrave

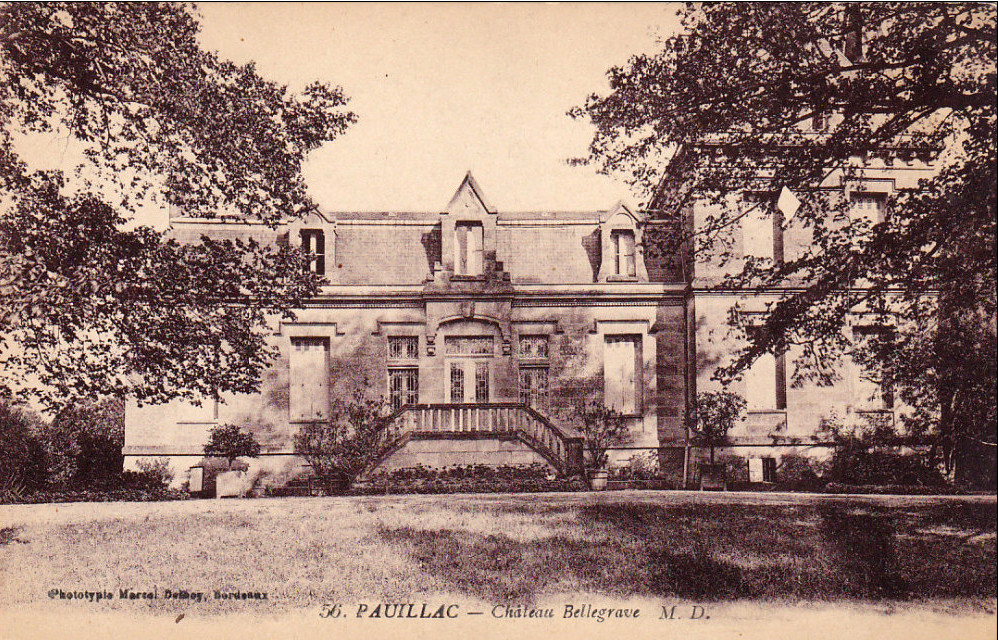
Château Bellegrave in Pauillac

Château Bellegrave is een wijngoed gelegen in het zuiden van Pauillac, tussen Château Latour, Château Pichon-Longueville en Château Lynch-Bages in de Franse Bordeaux- wijnstreek. Het domein van Bellegrave is een van de oudsten in de Medoc. De wijn ging er in de 19e eeuw als Maison A. Roux van de hand, vanaf 1901 als Château Bellegrave-van der Voort, en sinds 2005 als Château Bellegrave.

## Betekenis

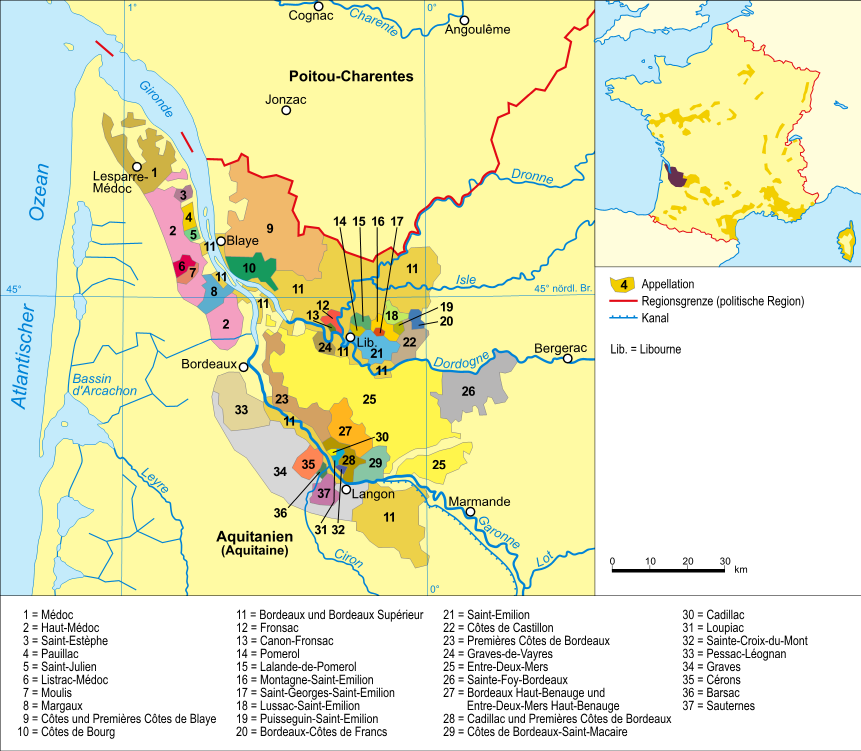
Château Bellegrave is gelegen in zone nr 5: Pauillac

Château is een vermelding dat is voorbehouden aan wijn met de appellation d’origine protégée (AOP). Dergelijke wijn is afkomstig van druiven die gecultiveerd, geoogst en gevinifieerd is binnen een door APO gecertificeerde wijngoed.
Bellegrave (en de variant Belgrave) is een in de regio vaker voorkomende naam dat verwijst naar het geschikte landbouwgrond in het gebied: de wijngaard van Château Bellegrave ligt op een bodem van grind afkomstig uit de bedding van de Garonne, wat de drainage van het terroir ten goede komt.

## Geschiedenis
Château Bellegrave was in de 18e eeuw eigendom van de heer Armand Roux, die zijn wijn onder de label Maison A. Roux verkocht. In 1901 werd het landgoed gekocht door zijn zakenpartner en enige erfgenaam, de Nederlandse Hendrick W.A.M. van der Voort (1884–1968).

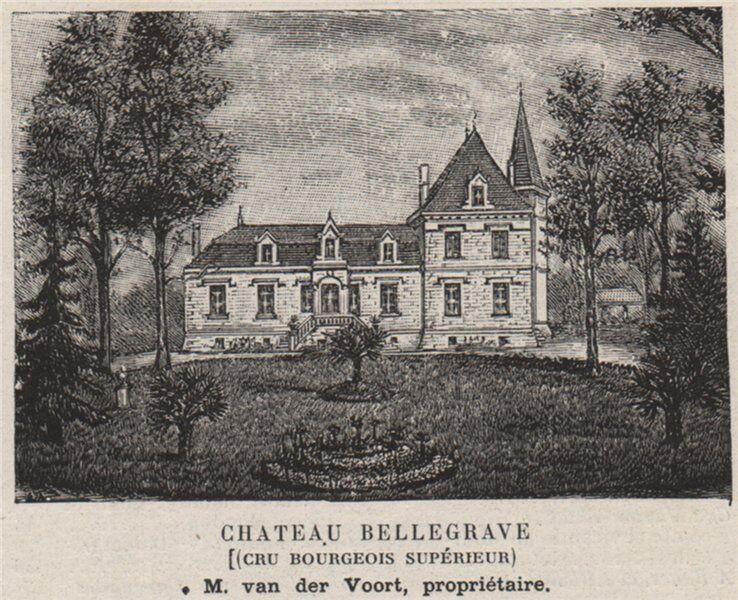
Etiket uit 1908

De wijn ging sindsdien over de bank als Château Bellegrave-van der Voort. Van der Voort trouwde in 1910 te Saint-Savinien met Marie de Laage de Meux (1889–1971), met wie hij drie kinderen zou krijgen. De eerste kind en enige zoon, Henry J.(1915–2008), zou Bellegrave later erven. Hij emigreerde naar de Verenigde Staten, alwaar hij na de oorlog in San Francisco een wijnhandel startte en met name de Château Bellegrave importeerde.
In 1997 werd het landgoed gekocht door J.P. Meffre, die reeds eigenaar was van Château Du Glana en Château Lalande in Saint-Julien-Beychevelle. Hoewel hiermee het tijdperk van H.J.A. van der Voort achter de rug was, gingen de wijnen tot 2004 door onder dezelfde naam. Daarna werd door de nieuwe eigenaren 'van der Voort' uit de naam weggelaten, en wordt de wijn sindsdien gelabeld als Château Bellegrave. Anno 2023 wordt Château Bellegrave tezamen met de andere wijngoeden geleid door de kleinzonen van Meffre.

## Beschrijving

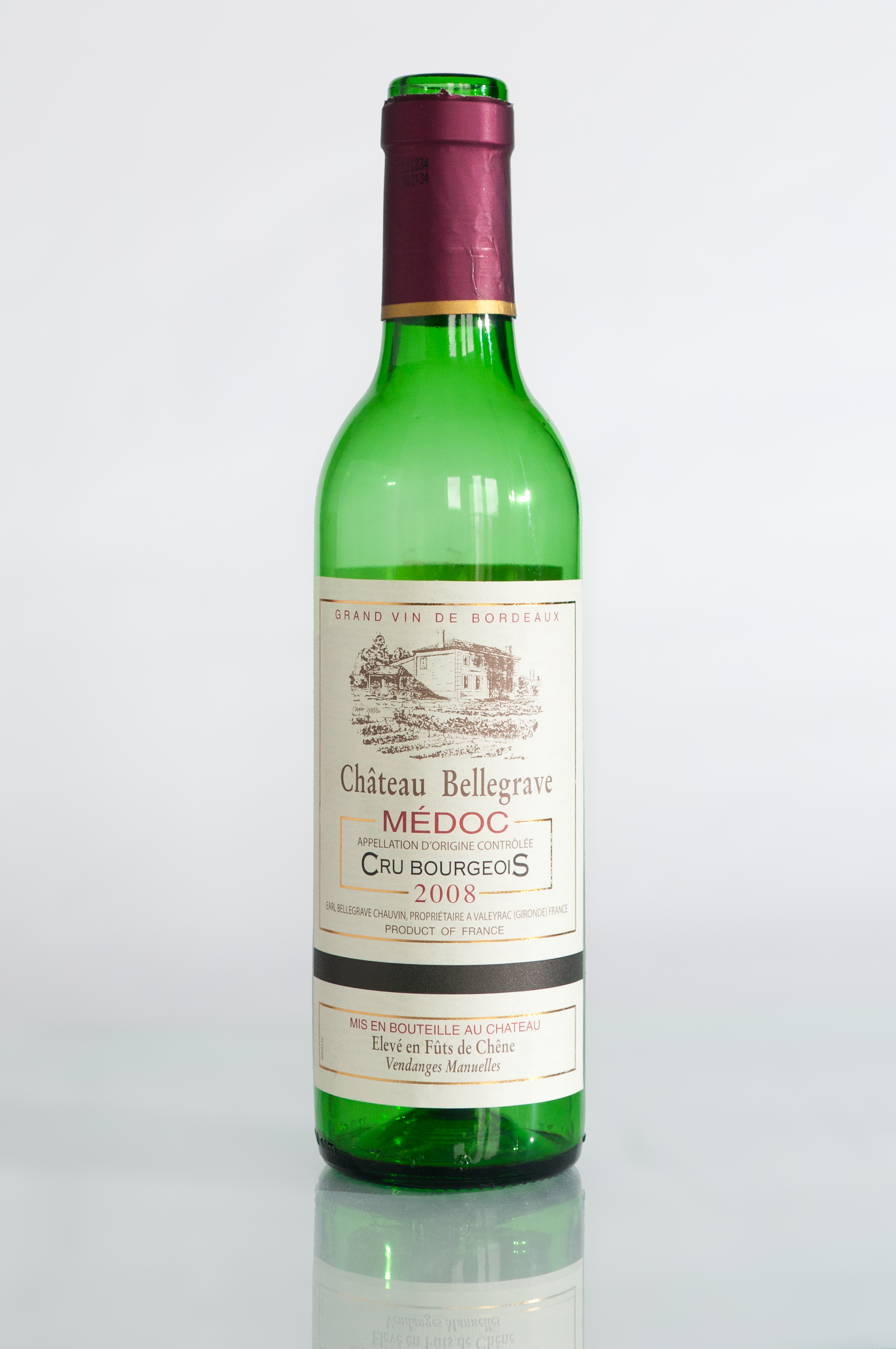
Een geleegd fles Chateau Bellegrave, médoc cru Bourgeois, van het jaar 2008.

De ruim 8 hectare wijngaard van Chateau Bellegrave is beplant met 62% Cabernet Sauvignon, 31% Merlot en 7% Cabernet Franc. De gemiddeld 25 jaar oude wijnstokken worden onderhouden op een dichtheid van 8.300 planten per hectare.
De wijngaard aan de linkeroever (de zogenaamde Rive Gauche) van de Garonne is verdeeld over drie verschillende blokken in verschillende, niet-aaneengesloten, grindterroirs. De beste percelen liggen landinwaarts, dicht bij Château Grand Puy Lacoste, maar de eigenlijke Château bevindt zich aan de Route de Médoc (D2), niet ver van Chateau Lynch-Bages.
Voor de productie van Château Bellegrave-wijn, vindt de vinificatie plaats in roestvrijstalen tanks. De wijn rijpt gemiddeld twaalf maanden in Franse eiken vaten, voordat hij wordt gebotteld. De jaarlijkse productie is ruim 4.000 kisten wijn.

## Varia

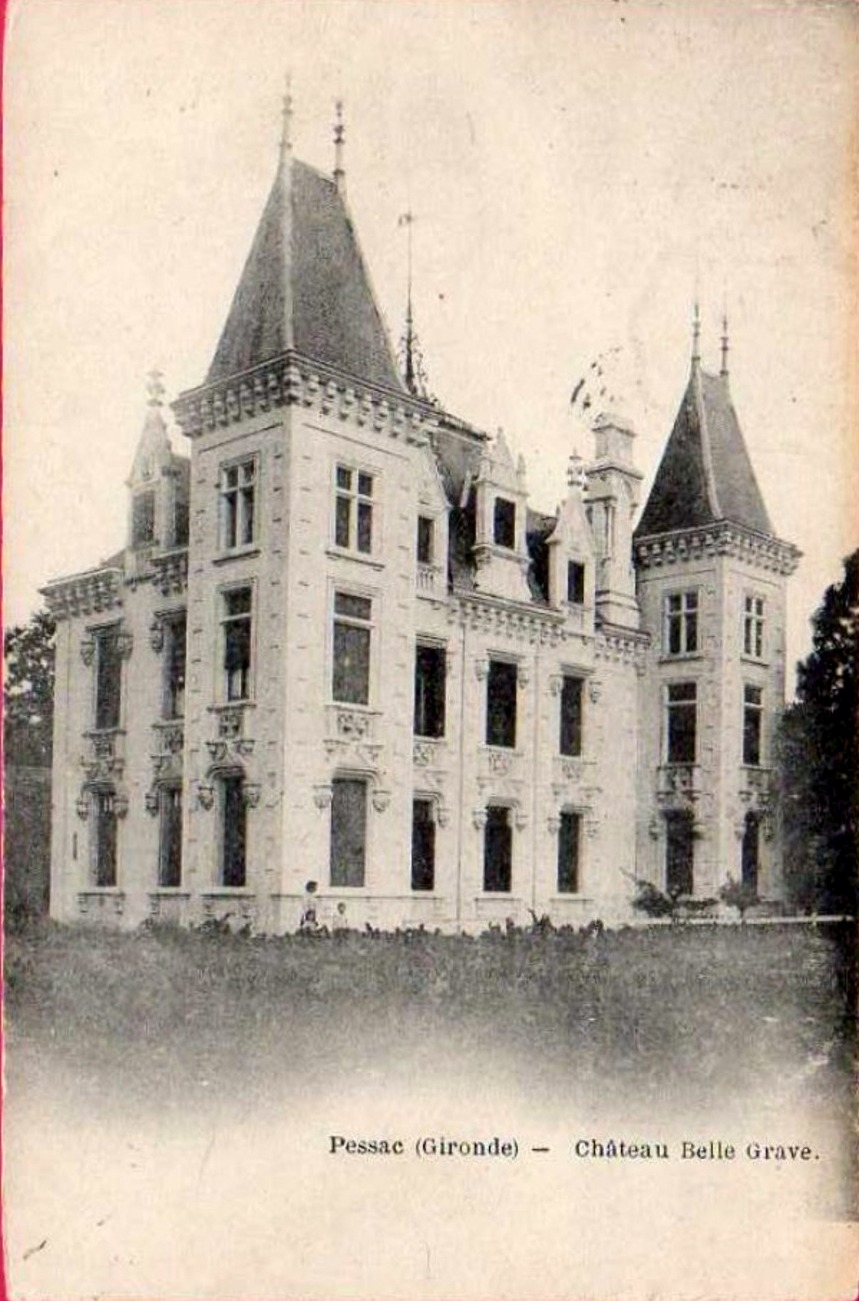
Een gelijknamige chateau in Pessac

Evenementen waar Bellegrave geschonken is:
- Voor de bruiloft van Prinses Beatrix en Prins Claus in 1966 stond onder andere de Château Bellegrave van 1953 op het menu.[10]

Andere gelijkgenaamde wijngoeden en kastelen:
- Château Belgrave, in Saint-Laurent-Médoc.[11]
- Château Bellegrave, in Pessac.